# Halsbrücke

Halsbrücke  est une commune de Saxe (Allemagne), située dans l'arrondissement de Saxe centrale, dans le district de Chemnitz.
Le lieu est connu pour avoir accueilli un des premiers dispositifs d'ascenseur à bateaux.